# Grottbjörnens folk (film)
Grottbjörnens folk (engelska: The Clan of the Cave Bear) är en amerikansk långfilm från 1986 som regisserades av Michael Chapman, baserad på Jean M. Auels bok med samma namn.

## Handling
Filmen handlar om Ayla, en ung kvinna från Cro-Magnon-stammen som skils från sin familj och uppfostras av neandertalare.

## Rollista
| Daryl Hannah           | – Ayla  |
| Pamela Reed            | – Iza   |
| James Remar            | – Creb  |
| Thomas G. Waites       | – Broud |
| John Doolittle         | – Brun  |
| Curtis Armstrong       | – Goov  |
| Martin Doyle           | – Grod  |
| Adel Hammoud           | – Vorn  |
| Tony Montanaro         | – Zoug  |
| Mike Muscat            | – Dorv  |
| John Wardlow           | – Droog |
| Keith Wardlow          | – Crug  |
| Karen Elizabeth Austin | – Aba   |
| Barbara Duncan         | – Uka   |
| Gloria Lee             | – Oga   |

### Fotnoter
1. 1 2  läs online, Internet Movie Database , läst: 28 april 2016.[källa från Wikidata]
2. ↑  läs online, www.filmaffinity.com , läst: 28 april 2016.[källa från Wikidata]
3. ↑  Lexikon des internationalen Films, Zweitausendeins.[källa från Wikidata]
4. ↑  Internet Movie Database, läs online, läst: 28 januari 2023.[källa från Wikidata]
5. ↑  Box Office Mojo, läs online, läst: 28 januari 2023.[källa från Wikidata]